# Eddy Poffé
Eddy Poffé (11 april 1953) is een Belgisch politicus voor de Volksunie en vervolgens de VLD/Open Vld.

## Levensloop
Poffé was voorzitter van de jeugdraad in Tienen, toen die in 1987 besloten het festival Suikerrock te organiseren.
Hij maakte zijn politiek debuut bij de lokale verkiezingen van 1988 op de kieslijst van de Volksunie te Tienen. Nadat de SP, Volksunie en VSD een bestuursakkoord sloten, werd Poffé samen met partijgenoot Vital Valkeniers aangesteld tot schepen onder het burgemeesterschap van André Boesmans (SP). In 1992 ruilde hij samen met Valkeniers de Volksunie in voor de VLD. Hij bleef schepen, maar verloor zijn bevoegdheden.
Bij de gemeenteraadsverkiezingen van 2000 was hij lijsttrekker voor de VLD. Na deze verkiezingen vormde hij een coalitie met de CVP en werd hij aangesteld als burgemeester. Hij volgde in deze hoedanigheid Marcel Logist (SP) op. Bij de lokale verkiezingen van 2006 verloor zijn VLD bijna 1/3de van haar stemmen (van 30,75% in 2000 naar 21,75% in 2006) en werd naar de oppositie verwezen. Marcel Logist (sp.a) werd opnieuw burgemeester. Zelf zetelde Poffé van dan af tevens in de provincieraad van de provincie Vlaams-Brabant, alwaar hij sinds 2012 fractievoorzitter is.
Bij de lokale verkiezingen van 2012 was Poffé lijstduwer. Open Vld moest opnieuw een verlies incasseren (van 21,75% in 2006 naar 14,24% in 2012). Nadat CD&V eind 2014 de coalitie met de sp.a opblies, werd er een nieuw bestuur gevormd van CD&V, N-VA, Open Vld en Groen. Poffé werd hierin schepen van openbare werken en personeel.
Poffé is van beroep kinesist, deeltijds zelfstandig en deeltijds bij de Broeders van Liefde.